# Andernos Sport
Le Andernos Sport est un club de football basé à Andernos-les-Bains, dans le département de la Gironde. Il a été créé en 1922 et évoluera en Régional 2 pour la saison 2023/2024.

## Histoire
Le football andernosien trouve ses origines en 1917, avec les matchs opposant les compagnies forestières de Canadiens venues dans les Landes Girondines exploiter le bois nécessaire à l'effort militaire. La 48ème Compagnie est basée à Andernos et rencontre régulièrement d'autres équipes de forestiers. 
Les écoliers du village se mettent alors eux-aussi à pratiquer le football et se regroupent au sein d'une entité baptisée Club Athlétique Andernosien. Ses couleurs sont le bleu et le vert, référence au grand club bordelais de l'époque , la Vie au Grand Air du Médoc. 
Mais il faut attendre 1922 et le retour des adultes démobilisés pour que le CAA s'affilie à la Fédération Française de Football Association et inscrive des équipes seniors dans les championnats de la Ligue du Sud-Ouest.
En 1931, le club cesse ses activités footballistiques pour s'orienter vers le rugby qu'il pratique durant 3 saisons sous le nom d'Andernos Sport (couleurs bleues et blanches). L'association se met en sommeil à la fin des années trente avant de renaître en 1941, avec la pratique du football et du basket.  
En 1944, la section football est championne du District Arcachonnais et monte en Ligue du Sud-Ouest (2ème série). Elle atteint la Division d'Honneur en 1978. 
En 1980, terminant invaincu en DH, Andernos accède au Championnat National de Division 4, remportant cette même année la Coupe du Sud-Ouest face à Pauillac.  
Lors de la saison 1983-1984, le club du Nord-Bassin termine à la deuxième place de son groupe de D4 derrière le Stade Ruthénois, et est promu en Division 3. Mais, Andernos redescend l'année suivante, enchainant 5 relégations consécutives jusqu'à la Promotion de Ligue (4ème niveau et dernier niveau régional à l'époque).
Remonté en DH en 2001, relégué en District en 2017, le club est aujourd'hui pensionnaire du Régional 2, après deux montées en 3 ans.
Le club compte notamment à son actif une participation en 32èmes de finale de Coupe de France en 1975, perdue 0-5 contre le Paris FC à La Rochelle.

## Palmarès
1944 : Champion du District Arcachonnais
1980 : Champion de Dvision Honneur (DH)
1980 : Vainqueur de la Coupe du Sud-Ouest
1996 : Champion de Promotion Honneur (PH)
2006 : Champion de Division Honneur Régionale (DHR)

## Bilan saison par saison
| Saison    | Div.                   | clas. | Pts. | M.J. | Vic. | Nuls | Déf. | B.P. | B.C. | D.B. | Coupe de France |
| 1978-1979 | DH Sud-Ouest           | 4e    | 45   | 2    | 9    | 5    | 8    | 32   | 23   | +9   | n.c.            |
| 1979-1980 | DH Sud-Ouest           | 1er   | 54   | 22   | 10   | 12   | 0    | 29   | 13   | +16  | n.c.            |
| 1980-1981 | D4 Groupe G            | 7e    | 26   | 26   | 9    | 8    | 9    | 29   | 25   | -6   | n.c.            |
| 1981-1982 | D4 Groupe G            | 8e    | 26   | 26   | 9    | 8    | 9    | 31   | 34   | -3   | n.c.            |
| 1982-1983 | D4 Groupe G            | 6e    | 27   | 26   | 10   | 7    | 9    | 38   | 27   | +11  | n.c.            |
| 1983-1984 | D4 Groupe G            | 2e    | 32   | 26   | 12   | 8    | 6    | 38   | 24   | +14  | n.c.            |
| 1984-1985 | D3 Groupe Centre-Ouest | 15e   | 23   | 30   | 7    | 9    | 14   | 33   | 38   | -5   | n.c.            |
| 1985-1986 | D4 Groupe G            | 14e   | 19   | 26   | 6    | 7    | 13   | 30   | 35   | -5   | n.c.            |
| 1986-1987 | DH Aquitaine           | 13e   | 34   | 24   | 1    | 8    | 15   | 13   | 58   | -45  | n.c.            |
| 1987-1988 | DHR Aquitaine          |       |      |      |      |      |      |      |      |      |                 |
| 1988-1989 | PH Aquitaine           |       |      |      |      |      |      |      |      |      |                 |
| 1989-1990 | PL Aquitaine           | 2ème  |      |      |      |      |      |      |      |      |                 |
| 1990-1991 | PH Aquitaine           | 6ème  |      |      |      |      |      |      |      |      |                 |